# Langenburg (Niemcy)
Langenburg – miasto w Niemczech, w kraju związkowym Badenia-Wirtembergia, w rejencji Stuttgart, w regionie Heilbronn-Franken, w powiecie Schwäbisch Hall, wchodzi w skład wspólnoty administracyjnej Gerabronn. Leży nad rzeką Jagst, ok. 18 km na północny wschód od Schwäbisch Hall.

## Urodzeni w Langenburgu
- Wiktor I Maurycy von Ratibor - książę Raciborza i książę Corvey

## Galeria

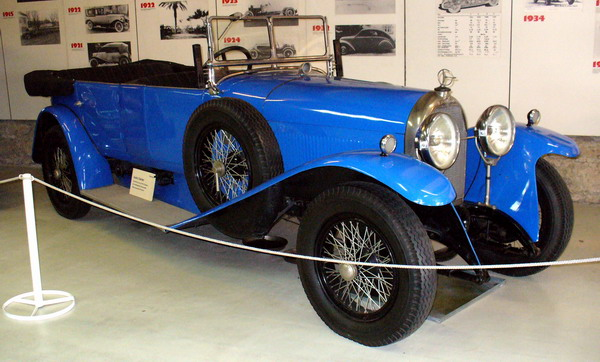
Austro-Daimler w muzeum samochodów Automuseum
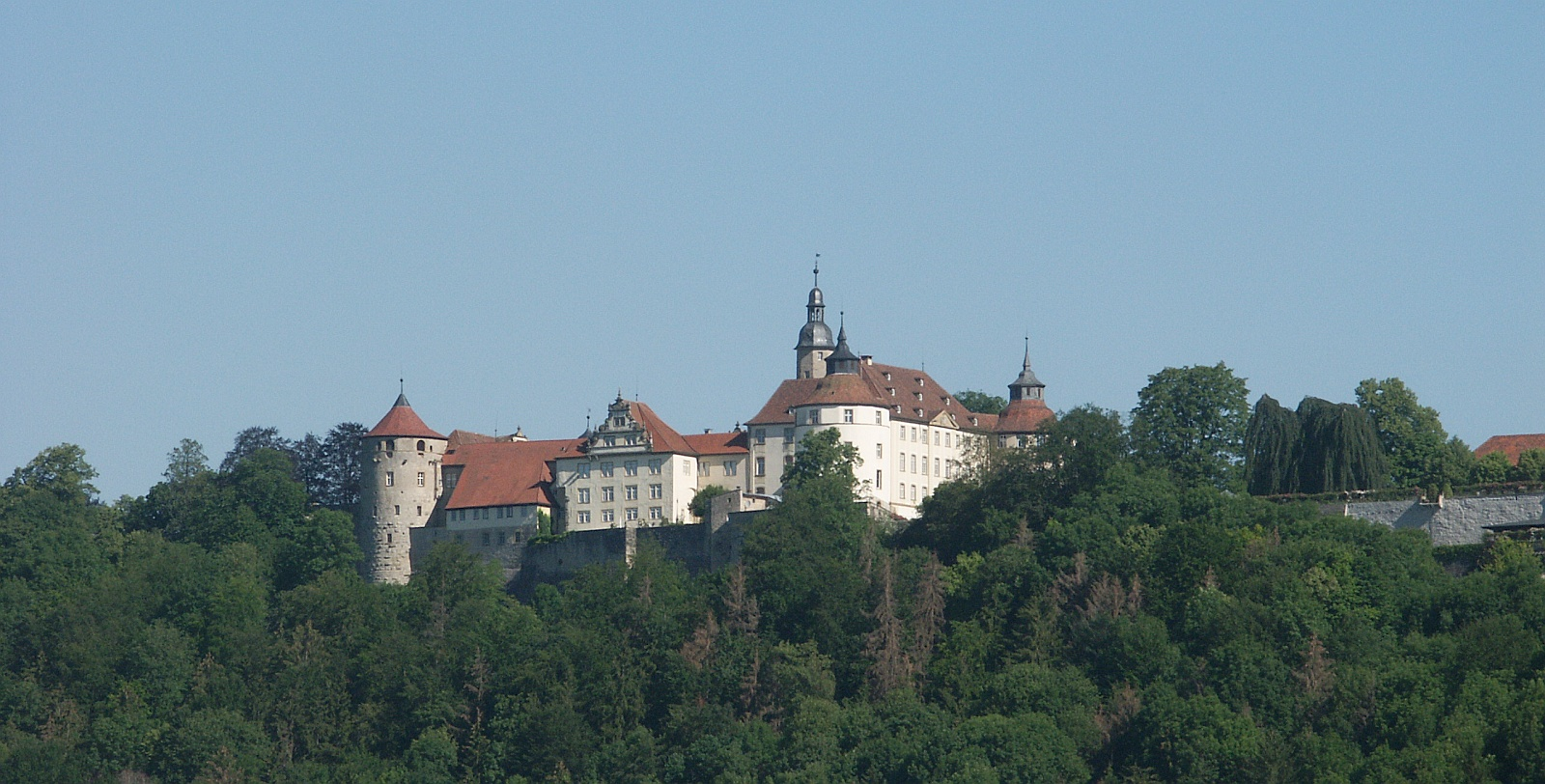
Zamek
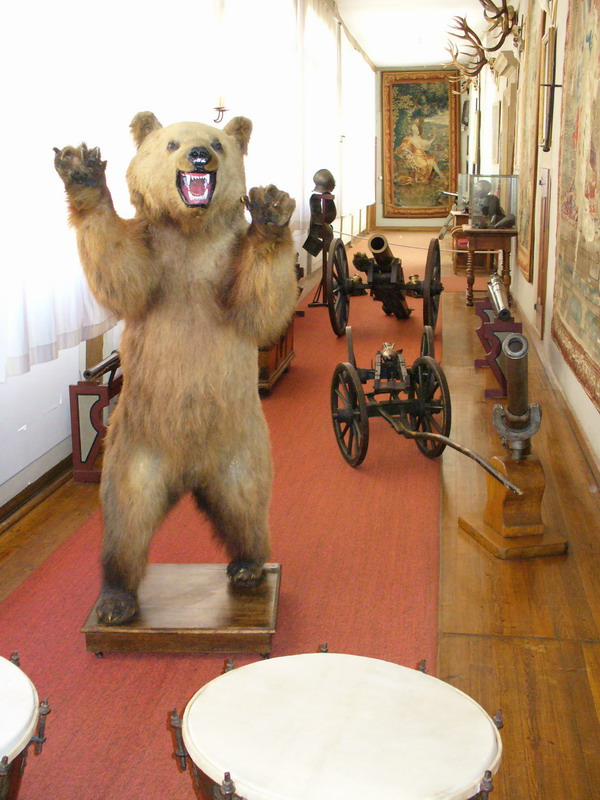
Wnętrze zamku